# Der letzte Song aus der Bohne
Der letzte Song aus der Bohne ist eine deutsche Musik-Webserie von Webvideoproduzent Julien Bam, die 2022 veröffentlicht wurde. Sie besteht aus drei Akten und ist Teil des sogenannten Julien Bam Cinematic Universe, das verschiedene Reihen und Charaktere aus Julien Bams vorherigen Projekten miteinander verbindet.
Die Serie ist eine Fortsetzung von Songs aus der Bohne (2019). Abgeschlossen wurde die Serie in Der Mann im Mond (2023–2025).

## Inhalt

### Akt 1
Julien Bam, der vor zweieinhalb Jahren den Kontakt zu Joon abgebrochen hat, hört die Märchen-Mixtapes, um die letzten magischen Bohnen zu finden. In Mixtape V-III erfährt er, dass Rotkäppchen die Bohnen vor Tausenden von Jahren vergraben hat. Julien gräbt sie im entsprechenden Garten aus und wird dabei vom Besitzer ertappt. Dieser fragt ihn, ob er der Gärtner Oskar sei. Nach einem kurzen Streit über die Löcher im Garten darf Julien die Bohnen behalten, während der Besitzer den Shisha-Tabak „Sparky“ bekommt. Beim Verlassen des Gartens sieht Julien schließlich tatsächlich den Gärtner Oskar – was ihn verwundert, da der Besitzer zuvor behauptet hatte, keinen Gärtner zu haben.
Joon ist auf dem neunten Geburtstag von Tino als Tintenfisch verkleidet. Während er sich gerade mit Tinos Mutter streitet, platzt Julien mit einer kleinen magischen Bohnenpflanze in der Hand in die Wohnung. Joon behauptet in dem Moment trotzig, dass Tino jetzt seine neue Familie sei. Er bringt Tino sogar zum Lächeln – etwas, das er nicht mehr getan hat, seit sein Vater Querdenker geworden ist und ihm das Blut von tausend Katalanischen Mauereidechsen, die im Bauch eines eingefrorenen Mammuts lebten, injiziert hat. Seitdem hat sich Tinos Vater einer unbekannten Virenkolonie angeschlossen.
Zusammen beschließen Julien und Joon, mit Hilfe der gefundenen magischen Bohnen neue Bohnen zu züchten und durch deren musikalische Wirkung eigene Songs zu produzieren – mit dem Ziel, damit reich zu werden.
Kurz darauf treffen sie auf ein Mädchen auf einem Fahrrad mit einem Melonenhelm – namens Julia. Sie bekommt mit, dass die beiden nach einer geeigneten Scheune suchen, um die Bohnen anzubauen, und gibt ihnen die Adresse ihrer Freunde, die eine besitzen. Nach dem Gespräch verabschiedet sie sich und folgt ihrer „dünnsten Schnur der Welt“ nach Hause – einer Schnur, die so dünn ist, dass man sie nicht sehen kann.
Julien und Joon machen sich auf den Weg zu den Glatzen – einer Gruppe glatzköpfiger Männer. Anfangs gibt es Spannungen, da Julien und Joon keine Glatzen haben und die Gruppe versehentlich als Rechtsradikale bezeichnen. Nachdem sie sich ausgesprochen haben, dürfen sie deren Scheune mieten, um dort die magischen Bohnen anzupflanzen.
Nach einer kleinen Razzia (durch zwei Polizisten) suchen sie Julia, die gerade vor einem Restaurant singt und verspottet wird. Julien und Joon überreden sie, eine magische Bohne zu nehmen. Daraufhin beginnt sie zu rappen und geht als „Julia BadX“ mit dem Song „Cool & Fresh“ viral. Sie kauft sich eine neue Wohnung samt Einrichtung und geht live – diesmal jedoch ohne vorher eine Bohne zu nehmen, weshalb ihr Gesang nicht gut klingt. Julien und Joon bemerken das und machen sich auf den Weg zu ihr. Als sie bei ihr ankommen, ist Julia verschwunden – entführt. Da man Julien und Joon kurz nach der Entführung in ihrem Livestream sieht, glaubt der Chat, sie hätten Julia entführt. Julien entdeckt eine Maske der Masken-Sekte und weiß nun, wer hinter der Entführung steckt.

### Akt 2
Joon entdeckt, dass es Julias „dünnste Schnur der Welt“ tatsächlich gibt. Kurz nachdem er sie bemerkt, taucht die Polizei auf, die von Julias Livechat alarmiert wurde. Joon und Julien fliehen durchs Fenster und folgen Julias Schnurr, um sie zu finden.
Während sie der unsichtbaren Schnur folgen, kommen sie an Thomas vorbei, der gerade eine aufblasbare Puppe namens Stella heiratet. Als sie versuchen, eine Brücke zu überqueren, treffen sie auf LiDiRo. Danach führt ihr Weg sie weiter in einen Wald, wo sie auf die „Privilegierten Überlebenskünstler“ treffen – eine Gruppe Kannibalen, die sie gefangen nimmt. Julien und Joon gelingt es jedoch, sich zu befreien, und sie folgen weiter der mysteriösen Schnur.
Am Waldrand stoßen sie auf einen Bunker. Dort treffen sie auf Julia – und auf Rezo, den verrückten Professor. Er stellt sich ihnen vor und erklärt, dass er sich selbst klont, um seine DNA überdauern zu lassen. Er hat Julia gerettet, kurz bevor die Masken sie entführen konnten. Was Julien und Joon jedoch überrascht: Rezo war vor zweieinhalb Jahren selbst in die Ereignisse rund um die ersten magischen Bohnen verwickelt – und hatte damals Julien entführt.
Doch nun offenbart Rezo die Wahrheit: Er war nie Teil der Masken, sondern vier Jahre lang undercover, um ihre Pläne zu durchkreuzen. Er berichtet, dass er damals bei Juliens Entführung heimlich einen magischen Kompass auf seinen Rücken tätowiert hat. Dieser Kompass zeigt den Weg zu den vier Wächtern – den einzigen Personen, die die Masken noch aufhalten können.
Rezo weiß, dass die Masken kurz davor sind, ihren Plan umzusetzen, und versucht verzweifelt, sich zu klonen, damit sein Wissen und seine DNA überleben, selbst wenn er sterben sollte. Doch bevor er seine Erzählung beenden kann, drückt Joon versehentlich einen Knopf – und sämtliche Klone werden freigesetzt.
Im anschließenden Chaos nehmen Julien, Joon und Julia gemeinsam eine „Band-Bohne“ und stellen sich der Klonarmee. Nach einem wilden Kampf gelingt es ihnen, die Situation unter Kontrolle zu bringen.
Doch es bleibt keine Zeit zum Verschnaufen – die Masken-Sekte hat sie aufgespürt. Während Julien, Joon und Julia fliehen, schickt Rezo seinen perfekten Klon mit einer Rakete ins All. Rezo hat eine mentale Verbindung zu seinem Klon aufgebaut und teilt mit ihm seine Gedanken und Gefühle. In der letzten Szene mit dem echten Rezo sieht man, wie er von Masken umzingelt wird. Im selben Moment blickt sein Klon aus dem Fenster der Raumkapsel und sagt leise: „Ich glaube, ich bin gerade gestorben.“, wodruch klar wird, dass Rezo von den Masken getötet wurde.
Geführt vom Kompass auf Juliens Rücken machen sich die drei auf den Weg. Sie brechen in ein abgelegenes Haus ein, in dem sie auf einen alten, blinden Mann treffen. Nachdem sie an ihm vorbeigekommen sind, betreten sie einen Raum, in dem sie den Osterhasen tot auf dem Boden liegend vorfinden.

### Akt 3
In der Hand des Osterhasen entdecken sie ein Pergament mit rätselhaften Runen. In genau diesem Moment erscheint die Polizei. Julien und Joon werden festgenommen, während Julia sich in letzter Sekunde verstecken kann. Im Gefängins treffen sie auf einen ehemaligen Fan, den sie vor Jahren fälschlicherweise als Verantwortlichen für Curlys Explosion dargestellt hatten. Während sie auf ihre Verhandlung warten, nimmt Julien erneut das Pergament aus der Hand des Osterhasen in die Hand. Als er es berührt, erlebt er einen intensiven Rückblick: Er sieht, wie der Osterhase einen besonderen Stein versteckt – offenbar ein Schlüsselobjekt im Kampf gegen die Masken.
Julien nutzt eine der Bohnen, um sich aus der Zelle zu befreien. Joon lässt er zurück, um ihn nicht in Gefahr zu bringen. Geführt von den Erinnerungen des Osterhasen folgt er einer Spur, die ihn in eine Kirche führt – mitten in eine Beerdigung, bei der er auch den gesuchten Stein findet. Kaum hat er ihn an sich genommen, wird er von den Masken entdeckt und in ein großes Gebäude gelockt, wo er auf Oskar trifft. Die beiden fliehen gemeinsam in einen Aufzug.
Als sich die Aufzugtüren öffnen, stehen sie plötzlich auf einer riesigen Wiese – hoch oben auf einer fliegenden Insel. Aus dem Nichts tauchen Masken auf und umzingeln sie. Julien will fliehen, doch Oskar bleibt ruhig. Die Masken gehorchen ihm. Julien erkennt erschrocken: Oskar ist der Anführer der Masken.
Beim anschließenden Essen offenbart Oskar, dass er Julien und Joon schon lange beobachtet – gemeinsam mit Monsieur Piet, einem kleinen Känguru, das eine eigene Sprache spricht. Oskar zeigt Julien eine riesige Halle, in der er mithilfe des nun gefundenen Steins, dem Zepter der Zahnfee und seltenen Mohnblumen den Mann im Mond beschwören will, um seine Pläne zu vollenden.
Währenddessen gelingt Joon die Flucht aus dem Gefängnis. Auf seiner Suche trifft er erneut auf Tino. Schweren Herzens gesteht er ihm, dass er nicht sein leiblicher Vater ist. Tino fasst daraufhin den Entschluss, seinen echten Vater zu finden. Mithilfe der „Find my Cat“-App folgt Joon Julien und entdeckt schließlich die fliegende Insel. Vor ihr entdeckt er Julia, die in einem großen roten Heißluftballon sitzt und Zeitungen an Vögel verteilt. Gemeinsam steigen sie mit dem Ballon auf die Insel.
Kurz vor der Ankunft zeigt Julia Joon ihre vorbereitete Armee – die Gruppe der Glatzen, die sich als extravagante E-Girls verkleidet haben.
Unterdessen wurde Julien von einer Maske an einen Stuhl gefesselt. Doch statt sich zu ergeben, überzeugt er sie mit einer Rede über VPNs, unterstützt von einem Werbespot für NordVPN. Die Maske lässt sich tatsächlich bekehren und kehrt heim, allerdings ohne Julien zu befreien.
Kurz darauf stürmen Joon, Julia und die Glatzen das Gelände. Nach einem kurzen Witz über Juliens vermeintlichen Seitenwechsel versammeln sich alle in der Halle, in der die Masken gerade versuchen, den Mann im Mond zu beschwören.
Es kommt zum finalen Kampf: Julien, Joon, Julia und die Glatzen stürmen die Zeremonie. Julien kämpft gegen Monsieur Piet, der ihm schließlich offenbart, warum er sich Oskar angeschlossen hat – aus Loyalität, aber auch Angst. Oskar gelingt es in der Zwischenzeit, Joon gefangen zu nehmen.
Julien schafft es, das Zepter der Zahnfee an sich zu bringen, doch Oskar greift sofort ein: Er hält Joon fest und droht, ihn zu töten, wenn Julien ihm das Zepter nicht überlässt. Julien zögert – doch angesichts der Gefahr für Joon bleibt ihm keine Wahl. Er gibt nach und überreicht Oskar das Zepter.
Mit dem Stein, dem Zepter und den Mohnblumen vollendet Oskar schließlich das Ritual und beschwört den Mann im Mond. Obwohl er zuvor versprochen hatte, Joon freizulassen, hält er sich nicht daran. In einem letzten dramatischen Moment sterben sowohl Oskar als auch Joon im entstehenden Chaos.
Die fliegende Insel beginnt zu kollabieren. Julien, Julia und die Glatzen können sich im letzten Moment retten. Die Insel stürzt vom Himmel.
In der letzten Szene sitzen Julien und Julia gemeinsam in Julias Wohnung – erschöpft, verletzt, aber am Leben. Während sie um Joon trauern, erinnern sie sich an das Pergament des Osterhasen. Als sie es an den magischen Kompass halten, erscheint auf dessen Rückseite eine Runenschrift. Als sie die Zeichen gerade entziffern wollen, klingelt es an der Tür. Drei fremde Personen – die Ehrenmänner of the Galaxy – stehen mit einem Paket davor, welches an den Mann im Mond adressiert ist.

## Produktion
Teile der Serie, insbesondere für den zweiten Akt, wurden am Hauptgebäude der FH Aachen an der Hohenstaufenallee gedreht. Studierende des Fachbereichs Gestaltung unterstützten die Produktion bei Requisiten, Setbau, Kostümen und den Dreharbeiten. Unter anderem wurde dabei ein Hörsaal in ein Labor verwandelt. Julien Bam gab in einem Interview an, dass die Arbeit an den drei Teilen über ein halbes Jahr dauerte. Er beschrieb die Produktion als komplex mit vielen Beteiligten, Drehorten, Kostümen sowie Masken und nannte als Beispiel für Herausforderungen einen Drehort in einer alten Fabrikhalle, die das Team zunächst von Müll befreien musste.

## Episoden und Veröffentlichung
Die drei Akte der Serie wurden 2022 auf YouTube veröffentlicht. Der erste Akt erreichte Platz 3 und der zweite Akt Platz 8 der deutschen YouTube-Jahrescharts 2022 für Musikvideos. Zusätzlich erschienen Spin-offs wie Der letzte Song des Osterhasen und Santa der Boss: Ein Sturm zieht auf.
| Episode                             | Veröffentlichungsdatum (YouTube) | Dauer (Minuten) |
| ----------------------------------- | -------------------------------- | --------------- |
| Akt 1                               | 28. Mai 2022                     | 21              |
| Akt 2                               | 18. Juni 2022                    | 27              |
| Akt 3                               | 17. September 2022               | 39              |
| Spin-offs                           |                                  |                 |
| Der letzte Song des Osterhasen      | 3. September 2022                | 13              |
| Santa der Boss: Ein Sturm zieht auf | 23. Dezember 2022                | 25              |